# Schönbrunn im Steigerwald
 Schönbrunn im Steigerwald, Schönbrunn i.Steigerwald – miejscowość i gmina w Niemczech, w kraju związkowym Bawaria, w rejencji Górna Frankonia, w regionie Oberfranken-West, w powiecie Bamberg, wchodzi w skład wspólnoty administracyjnej Burgebrach. Leży w Steigerwaldzie, około 15 km na południowy zachód od Bamberga, nad rzeką Rauche Ebrach.

## Dzielnice
W skład gminy wchodzą następujące dzielnice:
- Schönbrunn
- Niederndorf
- Oberneuses
- Steinsdorf
- Grub
- Frenshof
- Zettmannsdorf
- Halbersdorf
- Fröschhof

## Demografia
| Rok  | Liczba mieszk. |
| ---- | -------------- |
| 1970 | 1793           |
| 1987 | 1732           |
| 2000 | 1887           |
| 2004 | 1932           |
| 2006 | 1902           |

## Oświata
(na 1999)

W gminie znajduje się 75 miejsc przedszkolnych (z 72 dziećmi) oraz szkoła podstawowa (10 nauczycieli, 175 uczniów).